# Краев, Михаил Александрович
Михаи́л Алекса́ндрович Кра́ев (род. 8 августа 1939 года) — советский хоккеист.

## Биография
Воспитанник кирово-чепецкой хоккейной команды «Химик» (первый тренер В. Д. Аксёнов), в которой и начал играть с момента её создания (1955 год). В 1958—1960 годах играл за выступающее в Высшей лиге чемпионата СССР горьковское «Торпедо». В 1964 году уехал в Ленинград, где играл в составе «Спартака» (1964—1965) и «Динамо» (1965—1966).
Затем вернулся в Кирово-Чепецк, в состав получившей в 1964 году современное название команды «Олимпия». В сезоне 1966/1967 команда, победив в классе «Б» первенства СССР, завоевала звание чемпионов РСФСР и перешла в класс «А».
После завершения игровой карьеры стал старшим тренером клуба «Олимпия». Позже тренировал клуб «Кренгольм» из Нарвы и возглавлял юниорскую сборную Эстонской ССР.

## Награды
- Медаль «В ознаменование 100-летия со дня рождения Владимира Ильича Ленина» (1970).